# L’Île-Bizard–Sainte-Geneviève
L’Île-Bizard–Sainte-Geneviève ist eines von 19 Arrondissements der Stadt Montreal in der kanadischen Provinz Québec. Vor 2002 waren L’Île-Bizard und Sainte-Geneviève eigenständige Gemeinden. Im Jahr 2011 zählte der 23,6 km² große Stadtbezirk 18.097 Einwohner.

## Geographie
L’Île-Bizard–Sainte-Geneviève ist das einzige Arrondissement, das überwiegend nicht auf der Île de Montréal liegt. Es umfasst die vorgelagerte Île Bizard, die vom Rivière des Prairies und vom Lac des Deux Montagnes umgeben ist; hinzu kommt ein schmaler, knapp 1 km² großer Gebietsstreifen mit der Siedlung Sainte-Geneviève im Westen der Île de Montréal. Sozialgeografisch gehört der Bezirk zur Region West Island. L’Île-Bizard–Sainte-Geneviève grenzt an ein weiteres Arrondissement der Stadt Montreal, das südlich gelegene Pierrefonds-Roxboro. Die Bebauung auf der Île Bizard konzentriert sich auf das Südostufer, ansonsten prägen Wälder, Golfplätze und andere Grünflächen die Insel.

## Geschichte
1678 übertrug die von Gouverneur Louis Frontenac geführte französische Kolonialregierung die Grundherrschaft über die Insel an den Schweizer Offizier Jacques Bizard, der auch der Namensgeber ist. 1855 erfolgte die Gründung der Gemeinde Saint-Raphaël-de-l’Isle-Bizard. 1995 erhielt sie den Stadtstatus, was mit der Umbenennung in L’Île-Bizard verbunden war. Die Gründung der Gemeinde Sainte-Geneviève, die nach der dortigen Pfarrkirche benannt wurde, datiert von 1845. Es kam zu zwei Abspaltungen, wodurch sich das Gemeindegebiet deutlich verringerte: 1904 machte sich Sainte-Geneviève-de-Pierrefonds (heute Pierrefonds) selbständig, 1924 folgte Dollard-Des Ormeaux.
Am 1. Januar 2002 fusionierten beide Gemeinden mit der Stadt Montreal. Sie waren daraufhin zusammen mit Sainte-Anne-de-Bellevue in einem Arrondissement vereinigt. Gegen die von der Provinzregierung verfügte Fusion kam ein Referendum zustande. Zwar stimmte am 20. Juni 2004 in allen drei Orten eine Mehrheit für die Loslösung, doch das erforderliche Quorum (Zustimmung von 35 % aller Stimmberechtigten) wurde nur in Sainte-Anne-de-Bellevue erreicht. Seit dem 1. Januar 2006 bilden L’Île-Bizard und Sainte-Geneviève zusammen ein Arrondissement.

## Bevölkerung
Gemäß der Volkszählung 2011 zählte L’Île-Bizard–Sainte-Geneviève 18.097 Einwohner, was einer Bevölkerungsdichte von 767 Einwohnern/km² entspricht. Von den Befragten gaben 56,9 % Französisch und 22,3 % Englisch als Muttersprache an. Weitere bedeutende Sprachen sind unter anderem Italienisch (3,2 %), Arabisch (3,2 %), Rumänisch (1,8 %) und Spanisch (1,7 %). L’Île-Bizard–Sainte-Geneviève ist das Arrondissement mit den wenigsten Einwohnern.

## Sehenswürdigkeiten

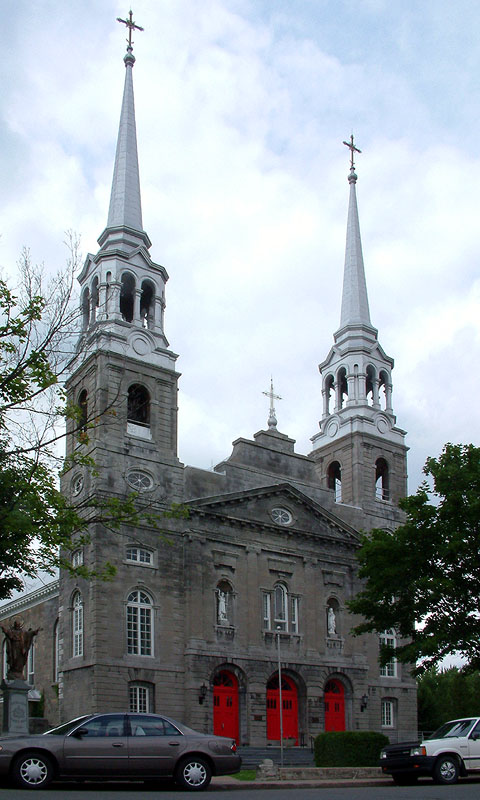
Kirche Sainte-Geneviève de Montréal

- Kirche Sainte-Geneviève de Montréal
- Naturpark Bois-de-l’Île-Bizard
- Naturpark Cap-Saint-Jacques
- Royal Montreal Golf Club

## Persönlichkeiten
- Pierre Bouvier (* 1979), Punkmusiker
- Vincent Lecavalier (* 1980), Eishockeyspieler
- Bob Sauvé (* 1955), Eishockeyspieler
- Joseph-Marcellin Wilson (1859–1940), Politiker